# الکساندر ونتسل (بازیکن فوتبال، زاده ۱۹۶۷)
الکساندر ونتسل (اسلواکی: Alexander Vencel؛ زادهٔ ۲ مارس ۱۹۶۷) بازیکن سابق و مربی فوتبال اهل اسلواکی است.
از باشگاه‌هایی که در آن بازی کرده‌است می‌توان به باشگاه فوتبال لو آور، باشگاه فوتبال اسلوان براتیسلاوا، و باشگاه فوتبال استراسبورگ اشاره کرد.
وی همچنین در تیم‌های ملی فوتبال چکسلواکی و اسلواکی بازی کرده‌است.